# あかさたな
『あかさたな』は、小幡欣治の戯曲。1967年初演された舞台劇とその映画化作品。
明治時代に日本最大の牛鍋チェーン店「いろは」を経営し、各店舗の責任者に妾を充て、「いろは大王」と謳われた木村荘平をモデルとする艶笑喜劇（ピンクコメディ）。精力絶倫男と彼を取り巻く妾たちの色と欲に絡んだ葛藤をセクシーな味付けで描く。

## 舞台
1967年3月4日から4月24日まで、東宝現代劇陽春公演として、三木のり平主演・菊田一夫・津村健二共同演出により、東京日比谷東宝芸術座で初演された。商業演劇での小幡の出世作で、三木のり平にとっても代表作の一つになった。木村荘平が経営した牛鍋チェーン店は「いろは」であるが、舞台化・映画化では主役の名前は大森鉄平、牛鍋チェーン店名は「あかさたな」となっている。以降、文学座などで公演実績がある。

### キャスト
- 大森鉄平：三木のり平
- 大森きよ：一の宮あつ子
- 次女：西尾恵美子
- 敬吉：井上孝雄
- 赤沢あさ：山田五十鈴
- ひで：森光子
- くめ：丹阿弥谷津子
- しの：松川純子[1]

## 映画版
1969年に東映東京撮影所（以下、東映東京）が、三木のり平主演・佐久間良子主演、成澤昌茂監督で映画化。タイトルは『妾二十一人 ど助平一代』（めかけにじゅういちにんどすけべいいちだい）。このタイトル変更を巡り、出演者の佐久間良子が東映を退社する切っ掛けとなった。　

### あらすじ
大森鉄平（三木のり平）は、21人の妾を持つ精力絶倫の男。妾たちに牛鍋屋「あかさたな」をそれぞれ持たせ、その店の毎日の上がりを集金しながら、妾たちに平等に性の喜びを与えていく。しかし妾同士の勢力争いや、間男にぶつかったり、芸者の飛び込み事件が生じたり、トラブルが尽きない。

### キャスト
- 大森鉄平：三木のり平
- 大森きよ：進藤幸
- うめ：坂倉春江
- なみ：谷本小夜子
- 赤沢あさ：中村玉緒
- 真中すず：橘ますみ
- 染谷のえ：野川由美子
- 浦川市太郎：大泉滉
- 袋田ひで：森光子
- 涌井つね：浦辺粂子
- 水島くめ：安城由貴子
- 水島まち：城野ゆき
- 潮田むる：夏珠美
- 折原敬吉：沢本忠雄
- 本庄潔士：村井国夫
- 松江思成：遠藤辰雄
- 東六：土山登志幸
- 岩谷天馬：フランキー堺
- 立花小雪：佐久間良子

### スタッフ
- 監督：成澤昌茂
- 脚色：成澤昌茂
- 原作：小幡欣治
- 企画：園田実彦・太田浩児
- 撮影：飯村雅彦
- 美術：北川弘
- 音楽：渡辺岳夫
- 録音：広上益弘
- 照明：元持秀雄
- 編集：長沢嘉樹

### 製作
舞台と同じく三木のり平主演と書かれたものと、佐久間良子主演と書かれたものがある。1968年10月23日のクランクイン。監督の成澤昌茂は初めての喜劇で、三木も単独主演はあまりないため意気込みも高く、成澤からギャグを任され、セット入りするや、三木の声でセット内は溢れた。三木は「最近はドタバタ喜劇ばかりで、本格的な喜劇が少ないから、その意味でも頑張らなくっちゃ」と抱負を述べた。当時の東映の製作方針を成澤も理解し「三木さんの喜劇的な味は大いに利用させてもらいます。題材は芸術座で演ったものですが、舞台とは違って色っぽいシーンに重点を置いて撮ります」と宣言した。クランクインの日に同じ東映東京で『喜劇“夫”売ります!!』を撮影中だったフランキー堺が訪ねて来て、三木と話し、他社出演で頑張っているもの同士で意見が一致し、お互いの映画にノーギャラでワンカットづつ出ようと話がまとまった。撮影終了後に三木は、たくさんの美人女優の相手にして「ヤクドクってみんなに言われるんだけど、色んな女優さんを相手に演技するのは苦労の連続、それこそ精力を使いました。それだけに喜劇役者としてやりがいがありました」などと話した。
佐久間良子は1960年代後半に入り、岡田茂の指揮するヤクザとエロ・グロ中心の"不良性感度"映画が東映で幅を利かせるに連れ、「女性映画を作って欲しい」と訴え、文芸作品しか出演に応じず、ヤクザやエログロものの出演を拒否し会社と揉めた。1966年3月で契約切れした後は契約更新に応じず。岡田映画本部長は「佐久間の"善良性映画"にはお客は入らない」という考えを持っていたから、1966年以降は映画出演が減った。　
1968年に起きた東映のお家騒動の煽りで、岡田茂は1968年9月1日付けで、東映の製作・配給・興行までを完全に自身が統轄する映画本部長兼企画製作部長に就任し、大川博東映社長から全権委任され、映画の製作・配給・興行に関しては、自分の作りたい映画だけ作り、売りたい映画だけ売ってもよいという、一つの映画会社の社長の立場に匹敵する強い権限を持たされていた。

### タイトル変更
本作は映画の内容そのものより、タイトル変更をめぐる逸話の多い映画である。公開前までタイトルは『喜劇あかさたな ホルモン男』と告知されていた。ところが今日「東映ポルノ」と称される"エログロ路線"を当時推進していた岡田茂が、タイトルを『妾二十一人 ど助平一代』に変更した。当時の東映のほとんどの映画の題名は岡田が命名していた。 
今日ではあり得ない本作のタイトルも、岡田命名タイトルの中で最もえげつないものの一つとされ、「これが本当に映画人のセンスなのか？」と呆れられた。本作の助監督・内藤誠が、岡田の使いで改題を伝えると佐久間良子は号泣したという。佐久間は映画の宣伝のため出演した『スター千一夜』でも、この題名を口にできなかったといわれ、各メディアからの取材に対しても「恥ずかしくて題名を言えない」と口をつぐんだ。芸能記者の間では「東映の女優たちには、あなたいま何に出演してる？と聞かないのが思いやり」というのが合言葉だった。佐久間にとって岡田は、自身をスターダムに押し上げてくれた恩人で、恩師からの酷い仕打ちに自身の将来に不安を感じた佐久間は、東映から気持ちが離れ、退社を決意し、以降、テレビドラマや舞台に活動の場を移した。内藤は本作と『雪夫人絵図』の二作で成沢昌茂の助監に就き、仕事が終わると二人で歌舞伎座や新橋演舞場、国立劇場などへ芝居を観に行った。内藤は間もなく『不良番長 送り狼』で監督デビューが決まったが、ゴダールやブレッソンなどに心酔する映画青年・内藤は、本意でない映画での監督デビューに悩み、成沢にも相談したら、成沢は本作のことがあり「『不良番長 送り狼』なんて、いい題名じゃないですか。ぜひおやりなさい」と笑いながら言ったという。
東映の劇場に押し寄せた深夜（オールナイト）族は、本作のタイトルがスクリーンに映し出されるとドッと失笑の渦が沸き起こった。おちょくって「ドジョヒライチダイ」と読む学生もいた。映画評論家は「『異常性愛』とか『妊娠中絶』とか、酷い題名が多いが、考えてみると、これらは科学用語でもある。語感が配置されているものだが"ド助平"はあまりに日本語として汚い。ピンク映画でもこんな題名はつけないよ。『半処女』とか新造語を題にしているのはユーモアがあっていいけど」などと評した。本作製作と同時期に東映は、鹿島建設の企業PR映画『超高層のあけぼの』に製作協力していたが、同社の鹿島守之助会長が「東映とは、どんな映画をやっとる会社だね」と心配して東映の映画館に出かけたら、悪いことにちょうど掛かっていたのが本作で、そのタイトルに絶句。危機感を持った鹿島会長が『超高層のあけぼの』の前売り券150万枚を自社で引き受けることに決めた。
1968年暮れに1969年の東映新路線"性愛もの"シリーズ"性愛路線"として岡田が製作発表した際は、本作は"性愛路線"に入れられていなかったため、公開直前にタイトルを変更したものと見られる。1968年夏の映画誌のインタビューで岡田は「東映は清潔ムードやアチャラカ喜劇はどうもウケないから、艶笑ものの不良性感度の高いものを出すつもりだ。オレとしては東映でなくては出来ない特色を持った全く新しい発想のドラマ作りをやってみたい」と話していたが、1969年に自身が命名したエログロ路線のタイトルが、かなり振り切ったものになったため、このラインナップの流れでは『あかさたな』ではタイトルが弱いと判断した。本作が公開された1969年は正月明けから『残酷・異常・虐待物語 元禄女系図』『にっぽん'69 セックス猟奇地帯』『謝国権「愛(ラブ)」より ㊙性と生活』『異常性愛記録 ハレンチ』、本作『妾二十一人 ど助平一代』『㊙女子大生 妊娠中絶』『徳川いれずみ師 責め地獄』と、メジャー映画会社とは思えない振り切ったエログロ満載の文字づらを並べて売りまくり、当時の東映のピンク映画（東映ポルノ）は、ピンクプロダクション製作のピンク映画顔負けどころか、遥かに凌駕するドギつさといわれた。これらは東映の番線映画で、全国ロードショーされたが、特に本作は成人映画ではなく一般映画のため、各都道府県の条例の規制にも掛からず、当時はこのえげつない字面のポスターが全国の街の目抜き通り等に貼り出された。本作の題名が大きく書かれた立て看板が、新宿中央通りに突き出て、その下を通る女子学生がそっと見上げて、笑いながら足早に駆けて行った。　

### 作品の評価

#### 興行成績
大ヒットしたとされる。

#### 批評家評
- 押川義行は「やくざ映画の大看板のおかげで添えものみたいな印象を与えてしまうが、ずっと骨組みががっしりしていて、舞台よりも面白い」などと評している[4]。

- 報知新聞は「ずいぶんひどい題名だが、内容はちゃんとしている。画面は主人公の好色ぶりよりも、女を愛し、徹底して彼女たちの生活の面倒をみる男の生き方に焦点を合わせ、明治風俗を軽喜劇調に描いているので、題名からうけるようないやらしさはどこにもない。ただ成澤昌茂監督にはこの題材はハダに会わなかったらしく、いささか平板な描写が目につく。そんな中で、遊女上がりの愛人お雪の交渉を綴った部分は成沢調情緒が精彩を放ち、佐久間良子の好演が見ものだ。アコーディオンによるフランス映画調の音楽もいい」などと評した[15]。

### 同時上映
- 『昭和残侠伝 唐獅子仁義』
  - 主演：高倉健、監督：マキノ雅弘、脚本：山本英明、松本功
  - 昭和残侠伝シリーズ第5作